# Jutta Maria Herrmann
Jutta Maria Herrmann (* 1957 in Erfweiler-Ehlingen, Saarland) ist eine deutsche Krimiautorin. Die gelernte Buchhändlerin und studierte Germanistin hat mehrere Romane im Knaur Verlag veröffentlicht, bevor sie mit Selbstpublikationen erfolgreich wurde.

## Werke (Auswahl)
- Hotline, Knaur-Taschenbuch, München 2014, ISBN 978-3-426-51456-6
- Schuld bist Du, Knaur-Taschenbuch, München 2016, ISBN 978-3-426-51851-9
- AMNESIA – ich muss mich erinnern, Knaur-Taschenbuch, München 2017, ISBN 978-3-426-51997-4
- Wähle den Tod, Knaur-Taschenbuch, München 2018, ISBN 978-3-426-51998-1

## Trivia
Die Autorin war mit ihrem Roman Böse bist Du Gewinnerin des Kindle Storyteller Awards 2019.
Herrmann lebt mit ihrem Ehemann im brandenburgischen Panketal.